# Cataulacus brevisetosus
Cataulacus brevisetosus är en myrart som beskrevs av Auguste-Henri Forel 1901. Cataulacus brevisetosus ingår i släktet Cataulacus och familjen myror. Inga underarter finns listade.